# Sacramento (California)
Sacramento es la capital del estado estadounidense de California y del Condado de Sacramento. Está situada a 120 km al noreste de San Francisco. Según la Oficina del Censo, en 2000 tenía una población de 486 189 personas y una densidad poblacional de 1818 personas por km². La ciudad es la sexta más poblada de California, y el área metropolitana es la cuarta más poblada del estado. Se encuentra sobre la orilla izquierda del curso bajo del río homónimo.
Fue fundada en diciembre de 1848 por John Sutter, un inmigrante suizo.
Sacramento recibe varios sobrenombres como Ciudad Capital, Ciudad Río o la Ciudad de los Árboles.

## Demografía
| 409,243                    | 421,297 | 433,691 | 444,604 | 454,003 | 456,441 | 467,343 | 466,488 | 472,178 |
| (Fuente: [cita requerida]) |         |         |         |         |         |         |         |         |

En el censo de 2000, había 407 018 personas, 154 581 hogares y 91 202 familias residiendo en el condado. La densidad poblacional era de 1617,4 personas por km². En el año 2000 había 163 957 unidades habitacionales con una densidad de 651 por km². La demografía del condado era de 48,3% blancos, 15,5% afroamericanos, 1,03% amerindios, 16,3% asiáticos, 0,09% isleños del Pacífico, 11,0% de otras razas y 6,04% de dos o más razas. El 21,06% de la población era de origen hispano o latino de cualquier raza.
Según la Oficina del Censo en 2000 los ingresos medios por hogar en la localidad eran de $37 049, y los ingresos medios por familia eran $42 051. Los hombres tenían unos ingresos medios de $35 946 frente a los $31 318 para las mujeres. La renta per cápita para la localidad era de $18 721. Alrededor del 15,3% de la población estaban por debajo del umbral de pobreza.

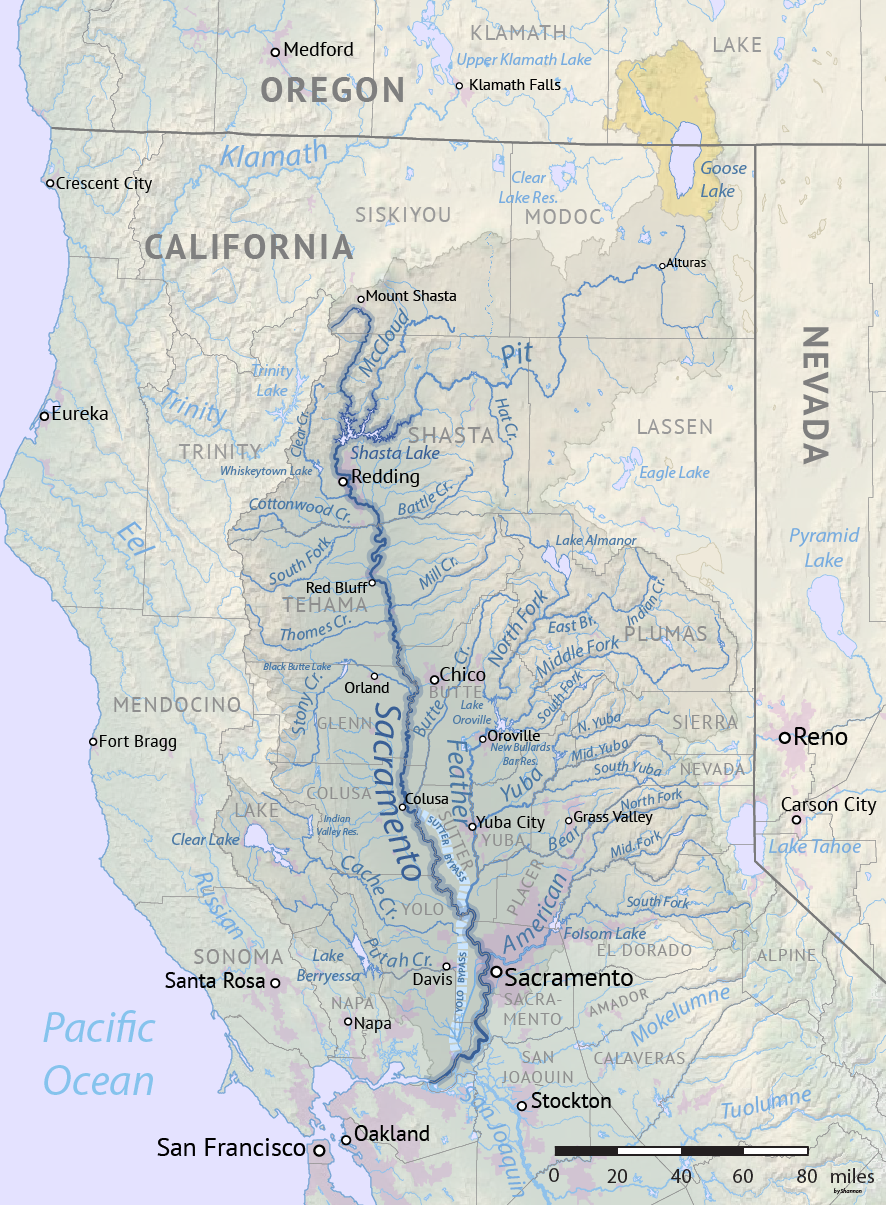
Sacramento en un mapa del río Sacramento

El censo de Estados Unidos de 2010 informó de que Sacramento tenía una población de 466.488. La densidad de población era de 1799,2 hab/km². La distribución por razas de Sacramento fue 210 006 (45,0 %), blancos, 80.005 (16,6%), afroamericano, 85.503 (17,8%), asiáticos (4,2% chinos, hmong 3,3%, 2,8% filipinos, 1,6% indios, vietnamitas 1,4%, 1,2% laosianos, japoneses 1,2%, 0,3% paquistaníes, 0,3% coreanos, tailandeses 0,3%, el 0,2% de camboyanos), 6655 (1,4%), las Islas del Pacífico (0,6% de Fiyi, Tonga 0,2%, el 0,2% de Samoa), 5.291 (1,1%) nativos americanos, 57573 (12,3%) de otras razas, y 33.125 (7,1%) a partir de dos o más razas. Hispano o latino de cualquier raza era 125.276 personas (26,9%), el 22,6% de la población de Sacramento es mexicano, el 0,7 % de puertorriqueño, un 0,5 % salvadoreño, 0,2 % en guatemalteco y nicaragüense el 0,2 % [34] blancos no hispanos eran el 34,5% . de la población en 2010, frente al 71,4 % en 1970.
El censo informó que 458 174 personas (98,2 % de la población) vivían en hogares, 4268 (0,9 %) vivían en alojamientos de grupo no institucionalizados, y 4046 (0,9 %) estaban institucionalizados. Además, con la reciente crisis inmobiliaria no ha habido cambios en estos números.
En 2010 había 174 624 casas de las cuales 57 870 (33,1%) tenían niños que vivían en ellas, 65 556 (37,5%) fueron las parejas heterosexuales casadas que viven juntas, 27 640 (15,8%) tenían un cabeza de familia femenino sin presencia del marido, 10 534 (6,0%) tenían un cabeza de familia varón, sin esposa presente. Había 13 234 (7,6%) parejas no casadas heterosexuales, y 2498 (1,4%) de matrimonios homosexuales. 53 342 hogares (30,5%) fueron compuestos de individuos y 14 926 (8,5%) tenían alguien viviendo mayor de 65 años. El número medio de ocupantes por hogar era 2,62. Había 103 730 familias (59,4% de los hogares), el tamaño medio de la familia era 3,37.
Por cada 100 mujeres hay 94,9 hombres. Por cada 100 mujeres de edad 18 y el excedente, allí era 92.2 varones.

## Geografía
Sacramento se encuentra ubicada en las coordenadas 38°34′N 121°29′O / 38.567, -121.483. Según la Oficina del Censo, la ciudad tiene un área total de 257 km² (99,2 mi²), de la cual 251,6 km² (97,1 mi²) es tierra y 5,4 km² (2,1 mi²) (2.1%) es agua.

### Clima
Sacramento tiene un clima que se caracteriza por los inviernos húmedos y fríos con niebla frecuente, y veranos suaves y secos. La temporada de lluvia es generalmente de octubre a abril, aunque puede haber once o doce días de lluvia y la luz en junio o septiembre. La temperatura media anual es de 11,2 °C, con medias mensuales que van desde 2,7 °C en diciembre a 19,1 °C en julio. El calor del verano suele ser moderado por la brisa del mar conocido como la "brisa del delta", que viene a través del Sacramento- Delta del Río San Joaquín de la bahía de San Francisco.
Las nevadas son excepcionalmente raras en Sacramento (a una altitud de solo 7,6 m sobre el nivel del mar). La nevada récord histórica fue de 14 cm y se produjo el 4 de enero de 1888. Durante el invierno especialmente frío de vez en cuando una gran cantidad de granizo, que pueden crear condiciones peligrosas de conducción. acumulaciones importantes de nieve cada año se producen en las estribaciones ubicado a 65 kilómetros (40 millas) al este de la ciudad.
En promedio, hay 74 días que superan máxima de los 27 °C, y 15 días que superan los 33 °C. Por otro lado, las noches heladas se producen varias veces al año. En el Aeropuerto Internacional de Sacramento, los extremos han oscilado entre -8 °C el 22 de diciembre de 1990 a 46.1 °C el 15 de junio de 1961.
La precipitación media anual es de 470 mm. En promedio, las precipitaciones caídas en 60 días al año en Sacramento, y casi todos los de este cae durante los meses de invierno. Promedio de precipitaciones de enero es 93 mm, y la precipitación medible es poco frecuente durante los meses de verano. En febrero de 1992, Sacramento tuvo 30 días consecutivos de lluvia, resultando en una acumulación de 193 mm para el período. Un registro de 214 mm de lluvia cayeron el 20 de abril de 1880. En raras ocasiones, la humedad del monzón surge del desierto del suroeste pueden aportar humedad superior nivel a la región de Sacramento, dando lugar a aumento de la nubosidad de verano, la humedad, e incluso lluvias ligeras y tormentas eléctricas. Las nubes del monzón se producen por lo general a finales de julio hasta principios de septiembre.
| Parámetros climáticos promedio de Sacramento, California (Aeropuerto Ejecutivo de Sacramento), normales 1991–2020, extremos 1941–presente | Parámetros climáticos promedio de Sacramento, California (Aeropuerto Ejecutivo de Sacramento), normales 1991–2020, extremos 1941–presente | Parámetros climáticos promedio de Sacramento, California (Aeropuerto Ejecutivo de Sacramento), normales 1991–2020, extremos 1941–presente | Parámetros climáticos promedio de Sacramento, California (Aeropuerto Ejecutivo de Sacramento), normales 1991–2020, extremos 1941–presente | Parámetros climáticos promedio de Sacramento, California (Aeropuerto Ejecutivo de Sacramento), normales 1991–2020, extremos 1941–presente | Parámetros climáticos promedio de Sacramento, California (Aeropuerto Ejecutivo de Sacramento), normales 1991–2020, extremos 1941–presente | Parámetros climáticos promedio de Sacramento, California (Aeropuerto Ejecutivo de Sacramento), normales 1991–2020, extremos 1941–presente | Parámetros climáticos promedio de Sacramento, California (Aeropuerto Ejecutivo de Sacramento), normales 1991–2020, extremos 1941–presente | Parámetros climáticos promedio de Sacramento, California (Aeropuerto Ejecutivo de Sacramento), normales 1991–2020, extremos 1941–presente | Parámetros climáticos promedio de Sacramento, California (Aeropuerto Ejecutivo de Sacramento), normales 1991–2020, extremos 1941–presente | Parámetros climáticos promedio de Sacramento, California (Aeropuerto Ejecutivo de Sacramento), normales 1991–2020, extremos 1941–presente | Parámetros climáticos promedio de Sacramento, California (Aeropuerto Ejecutivo de Sacramento), normales 1991–2020, extremos 1941–presente | Parámetros climáticos promedio de Sacramento, California (Aeropuerto Ejecutivo de Sacramento), normales 1991–2020, extremos 1941–presente | Parámetros climáticos promedio de Sacramento, California (Aeropuerto Ejecutivo de Sacramento), normales 1991–2020, extremos 1941–presente |
| Mes | Ene. | Feb. | Mar. | Abr. | May. | Jun. | Jul. | Ago. | Sep. | Oct. | Nov. | Dic. | Anual |
| --- | --- | --- | --- | --- | --- | --- | --- | --- | --- | --- | --- | --- | --- |
| Temp. máx. abs. (°C) | 25 | 25.6 | 31.1 | 35 | 40.6 | 46.1 | 45.6 | 44.4 | 45.6 | 40 | 30.6 | 25.6 | 46.1 |
| Temp. máx. media (°C) | 13.3 | 16.3 | 19.1 | 22.3 | 26.8 | 31.1 | 33.7 | 33.3 | 31.4 | 26 | 18.3 | 13.3 | 23.7 |
| Temp. media (°C) | 8.7 | 10.8 | 13 | 15.3 | 18.9 | 22.3 | 24.4 | 24.1 | 22.5 | 18.1 | 12.2 | 8.5 | 16.6 |
| Temp. mín. media (°C) | 4 | 5.3 | 6.9 | 8.3 | 11.1 | 13.6 | 15.1 | 14.9 | 13.6 | 10.2 | 5.9 | 3.6 | 9.4 |
| Temp. mín. abs. (°C) | -6.7 | -5 | -3.3 | -0.6 | 1.1 | 5 | 8.9 | 8.9 | 5.6 | 1.7 | -3.3 | -7.8 | -7.8 |
| Precipitación total (mm) | 93 | 88.6 | 68.1 | 32 | 19.1 | 5.8 | 0 | 1 | 2.3 | 21.6 | 42.2 | 87.1 | 460.8 |
| Días de precipitaciones (≥ 0.2 mm) | 10.0 | 9.1 | 9.0 | 5.1 | 3.6 | 1.1 | 0.1 | 0.2 | 0.7 | 3.1 | 6.1 | 9.6 | 57.7 |
| Horas de sol | 145.5 | 201.3 | 278.0 | 329.6 | 406.3 | 419.5 | 440.2 | 406.9 | 347.8 | 296.7 | 194.9 | 141.1 | 3607.8 |
| Humedad relativa (%) | 83.3 | 76.8 | 71.6 | 64.5 | 58.9 | 55.0 | 53.2 | 55.7 | 57.0 | 63.1 | 75.6 | 82.9 | 66.5 |
| Fuente: NOAA (humedad y horas de sol 1961–1990)                                                                                           | | | | | | | | | | | | | |

## Transporte

### Principales autopistas

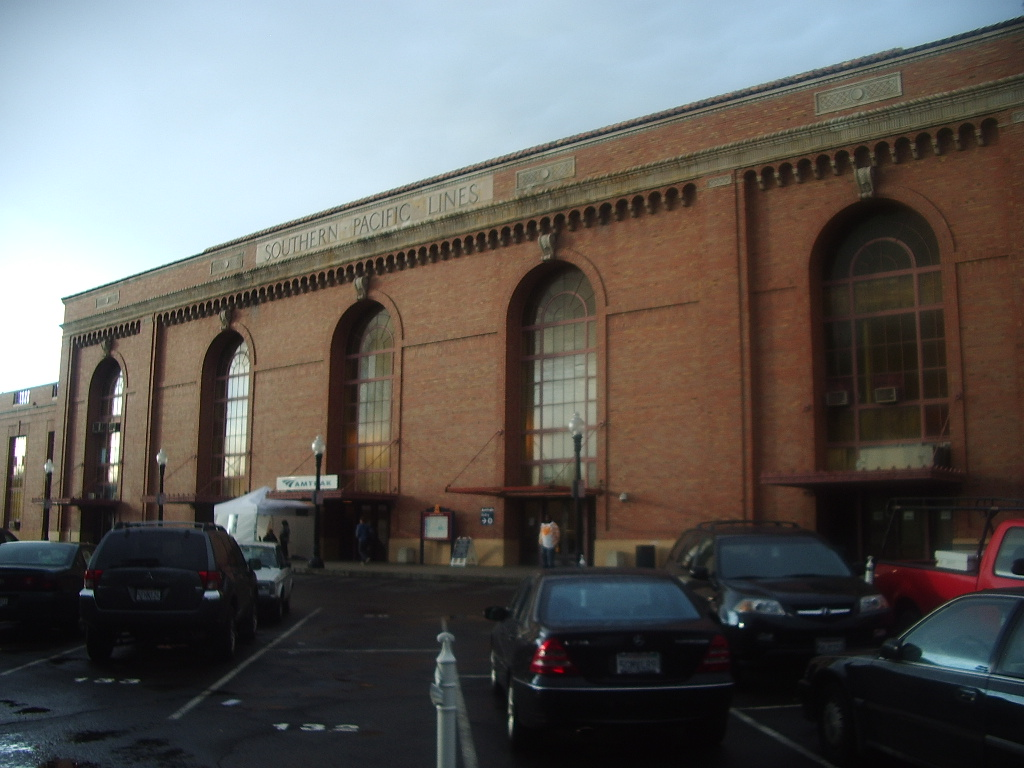
Vista de la estación Sacramento Valley de Amtrak

La región metropolitana de Sacramento es servida por la I-5, I-80, Business 80 (Capital City Freeway), U.S. Route 50 (El Dorado Freeway), Ruta Estatal 99, Ruta Estatal 160 (Downtown Sacramento) y la Ruta Estatal 65. También es abastecida por el tren Amtrak.
Algunos barrios de Sacramento, como el Centro de Sacramento y Midtown Sacramento tiene muchas ciclovías a como es el resto de la región. Como resultado de la litigación, Sacramento ha tenido que hacer de la ciudad accesible a personas discapacitadas.

## Educación
El Distrito Escolar Unificado de la Ciudad de Sacramento gestiona escuelas públicas.
La Universidad Estatal de Sacramento forma parte de la Universidad Estatal de California y tiene más de 200.000 estudiantes.

## Cultura
- Complejo centro de convenciones de Sacramento

### Cultura popular
Con frecuencia, en la literatura, el cine y las series se ha parodiado la confusión que muchos estadounidenses tienen entre Sacramento y la populosa ciudad californiana de San Francisco. Un ejemplo de ello es el capítulo 22 de la temporada 7 de la serie Dos hombres y medio (intitulado «"Esto no va a acabar bien"»), en la que Charlie (Charlie Sheen) discute con su sobrino Jake (Angus Jones) sobre cuál es la correcta capital del estado de California, ya que este último estaba convencido de que era San Francisco. De hecho, en el año 1862 la capital de California fue temporalmente trasladada a San Francisco, a causa de fuertes inundaciones que afectaron a Sacramento.También, la película Lady Bird toma lugar en Sacramento. La ciudad recibe múltiples críticas de parte de la protagonista.

### Deportes
| Club                      | Liga | Deporte            | Estadio                     | Fundación   | Campeonatos                                                                                                |
| ------------------------- | ---- | ------------------ | --------------------------- | ----------- | --- |
| Sacramento Kings          | NBA  | Baloncesto         | ARCO Arena                  | 1945 (1985) | 1 NBA Championship, 2 NBL Championships (como Rochester Royals)                                            |
| Sacramento Republic FC    | USL  | Fútbol             | Bonney Field                | 2012        | |
| Sacramento River Cats     | PCL  | Beisbol            | Raley Field                 | 1978 (2000) | 2 Triple-A Titles, 4 League Titles                                                                         |
| Sacramento Capitals       | WTT  | Tenis              | Allstate Stadium            | 1987        | 5 Championships                                                                                            |
| Sacramento Heatwave       | ABA  | Baloncesto         | Natomas H.S. Event Center   | 2003        | |
| Sacramento Knights        | NPSL | Fútbol             | Cosumnes River College      | 2003        | 1 Championship                                                                                             |
| Sacramento Sirens         | IWFL | Fútbol Americano   | Foothill High School        | 2001        | 1 WAFL Title, 3 IWFL Titles                                                                                |
| F.C. Sacramento Pride     | WPSL | Fútbol             | Lincoln High School         | 1995        | |
| Mandarins                 | DCI  | Drum & Bugle Corps | DCI members tour nationally | 1963        | Class A-60/Division III Champions (1987, 1988, 1992, 1996, 1997, 1998, 1999), División II Champions (2001) |
| Sacramento Mountain Lions | UFL  | Fútbol Americano   | Hornet Stadium              | 2009        | |